# Johansson
Johansson ist ein schwedischer Familienname.
Der Name Johansson ist einer der in Schweden am häufigsten verbreiteten Nachnamen.

## Herkunft und Bedeutung
Es handelt sich ursprünglich um eine patronymische Bildung mit der Bedeutung „Sohn des Johann(es)“.

## Varianten
- Johansen, Johannsen, Johanson, Johannsson, Jóhannsson, Johannson

## Namensträger

### A
- Acko Ankarberg Johansson (* 1964), schwedische Politikerin (Kristdemokraterna), Reichstagsmitglied, Gesundheitsministerin
- Adam Johansson (* 1983), schwedischer Fußballspieler
- Åke Johansson (1928–2014), schwedischer Fußballspieler
- Åke Johansson (Musiker) (1937–2011), schwedischer Jazzpianist
- Albin Johansson (1886–1968), schwedischer Unternehmer
- Alf W. Johansson (* 1940), schwedischer Historiker
- Alfred Johansson (Wasserspringer) (1876–1941), schwedischer Wasserspringer
- Alfred Johansson (Fußballtrainer) (* 1990), schwedischer Fußballtrainer
- Allan Dahl Johansson (* 1998), norwegischer Eisschnellläufer
- Anders Johansson (* 1962), schwedischer Schlagzeuger
- Andreas Johansson (Eishockeyspieler) (* 1973), schwedischer Eishockeyspieler
- Andreas Johansson (Fußballspieler, 1978) (* 1978), schwedischer Fußballspieler
- Andreas Johansson (Fußballspieler, 1982) (* 1982), schwedischer Fußballspieler
- Ann-Sofie Johansson (* 1963), schwedische Modedesignerin
- Anna Johansson (Ballerina) (1860–1917), Ballerina im Russischen Kaiserreich
- Anna Johansson (Eishockeyspielerin), schwedische Eishockeyspielerin
- Anna Johansson (Politikerin) (* 1971), schwedische Politikerin
- Anna Johansson (Handballspielerin) (* 1996), schwedische Handballspielerin
- Annika Johansson (* 1967), schwedische Freestyle-Skierin
- Arne Johansson (Eishockeyspieler) (1915–1956), schwedischer Eishockeyspieler
- Arne Johansson (Radsportler) (1927–2018), schwedischer Radrennfahrer
- Arne Johansson (Orientierungsläufer) (* 1950), schwedischer Orientierungsläufer
- Axel Johansson (Ruderer) (1885–1973), schwedischer Ruderer
- Axel Johansson (Eisschnellläufer) (1910–1983), schwedischer Eisschnellläufer
- Axelina Johansson (* 2000), schwedische Kugelstoßerin

### B
- Bengt Johansson (Ringer) (1926–2008), schwedischer Ringer
- Bengt Erik Johansson, Geburtsname von Bengt Jackloo (* 1937), schwedischer Handballspieler und Buchautor
- Bengt K. Å. Johansson (* 1937), schwedischer Politiker
- Bengt Johansson (Handballtrainer) (1942–2022), schwedischer Handballspieler und -trainer
- Bengt Johansson (Fußballspieler), schwedischer Fußballspieler
- Bengt Johansson (Leichtathlet) (* 1973), schwedischer Hammerwerfer
- Bernt Johansson (* 1953), schwedischer Radrennfahrer
- Bertil Johansson (1935–2021), schwedischer Fußballspieler und -trainer
- Birger Johansson (1910–1940), finnischer Kanute
- Björn Johansson (Komponist) (1913–1983), schwedischer Komponist
- Björn Johansson (Rallyefahrer) (* 1952), schwedischer Rallyefahrer
- Björn Johansson (Eishockeyspieler) (Björn Erik Johansson; * 1956), schwedischer Eishockeyspieler
- Björn Johansson (Radsportler) (* 1963), schwedischer Radrennfahrer
- Björn Johansson (Leichtathlet), schwedischer Leichtathlet
- Bo Johansson (Schriftsteller) (* 1925), schwedischer Schriftsteller
- Bo Johansson (Fußballtrainer) (* 1942), schwedischer Fußballtrainer
- Bo Johansson (Gewichtheber) (* 1945), schwedischer Gewichtheber
- Britta Johansson Norgren (* 1983), schwedische Skilangläuferin

### C
- Calle Johansson (* 1967), schwedischer Eishockeyspieler
- Carl Johansson (* 1994), schwedischer Fußballspieler
- Carl Edvard Johansson (1864–1943), schwedischer Maschinenbauingenieur
- Cecilia Johansson (* 1975), amerikanisch-britische Autorin
- Christer Johansson (Tischtennisspieler) (* 1944), schwedischer Tischtennisspieler
- Christer Johansson (Skilangläufer) (* 1950), schwedischer Skilangläufer
- Christer Johansson (Pokerspieler) (* 1970), schwedischer Pokerspieler
- Christian Johansson (1817–1903), schwedisch-russischer Tänzer
- Cyrillus Johansson (1884–1959), schwedischer Architekt

### D
- Dan Johansson (* 1950), schwedischer Eisschnellläufer
- Daniel Johansson, Geburtsname von Daniel Glimmenvall (* 1974), schwedischer Eishockeyspieler
- Daniel Johansson (Eishockeyspieler) (* 1981), schwedischer Eishockeyspieler
- Daniel Johansson (Sänger), schwedischer Opernsänger (Tenor)
- Daniel Johansson (Fußballspieler) (* 1987), schwedischer Fußballspieler
- Donald Johansson (1913–2004), schwedischer Skilangläufer
- Douglas Johansson (* 1960), schwedischer Schauspieler

### E
- Einar Halling-Johansson (1893–1958), schwedischer Fußballspieler
- Ejner Johansson (1922–2001), dänischer Kunsthistoriker und Autor
- Elin Johansson (* 1990), schwedische Taekwondoin
- Elinore Johansson (* 1996), schwedische Handballspielerin
- Elsie Johansson (1931–2025), schwedische Schriftstellerin
- Emil Johansson (Boxer) (1907–1986), schwedischer Boxer
- Emil Johansson (Fußballspieler) (* 1986), schwedischer Fußballspieler
- Emil Johansson (Skilangläufer) (* 1991), schwedischer Skilangläufer
- Emil Johansson (Unihockeyspieler) (* 1992), schwedischer Unihockeyspieler
- Emil Johansson (Eishockeyspieler) (* 1996), schwedischer Eishockeyspieler
- Emil Johansson (Badminton) (* 1999), schwedischer Badmintonspieler
- Emil Johansson (Radsportler) (* 1999), schwedischer Mountainbikesportler
- Emma Johansson (* 1983), schwedische Radsportlerin
- Emma Johansson (Orientierungsläuferin) (* 7. Oktober 1981) schwedische Orientierungsläuferin
- Eric Johansson (Maler) (1896–1979), deutsch-schwedischer Maler und Grafiker
- Eric Johansson (Leichtathlet) (1904–1972), schwedischer Hammerwerfer
- Eric Johansson (Eishockeyspieler) (* 1982), kanadisch-schwedischer Eishockeyspieler
- Eric Johansson (Handballspieler) (* 2000), schwedischer Handballspieler
- Erica Johansson (* 1974), schwedische Leichtathletin
- Erik Johansson (Ruderer) (1911–1961), schwedischer Ruderer
- Erik Johansson (Eishockeyspieler) (1927–1992), schwedischer Eishockeyspieler
- Erik Johansson (Moderner Fünfkämpfer) (* 1974), schwedischer Moderner Fünfkämpfer
- Erik Johansson (Fußballspieler, 1976) (* 1976), schwedischer Fußballspieler
- Erik Johansson (Schauspieler) (geb. Nils Erik Åkerblom; * 1979), schwedischer Schauspieler
- Erik Johansson (Orientierungsläufer) (* 1988), schwedischer Orientierungsläufer
- Erik Johansson (Rennfahrer) (* 1996), schwedischer Automobilrennfahrer
- Erik Berg (* 1988), schwedischer Fußballspieler, bis zum Namenswechsel 2018 als Erik Johansson bekannt
- Eva Johansson (* 1958), dänische Opernsängerin (Sopran)

### F
- Filip Johansson (1902–1976), schwedischer Bandy- und Fußballspieler
- Fredrik Johansson (Skispringer) (* 1974), schwedischer Skispringer
- Fredrik Johansson (Eishockeyspieler, 1975) (* 1975), schwedischer Eishockeyspieler
- Fredrik Johansson (Skirennläufer) (* 1976), schwedischer Skirennläufer
- Fredrik Johansson (Radsportler, 1978) (* 1978), schwedischer Radrennfahrer
- Fredrik Johansson (Eishockeyspieler, 1984) (* 1984), schwedischer Eishockeyspieler
- Fredrik Johansson (Leichtathlet) (* 1986), schwedischer Leichtathlet
- Fredrik Johansson (Orientierungsläufer) (* 1986), schwedischer Orientierungsläufer
- Fredrik Johansson (Radsportler, 1986) (* 1986), schwedischer Radrennfahrer

### G
- Georg Johansson (1910–1996), schwedischer Fußballspieler
- George Johansson (* 1946), schwedischer Autor
- Göran Johansson (Eisschnellläufer, 1941) (* 1941), schwedischer Eisschnellläufer
- Göran Johansson (Politiker) (1945–2014), schwedischer Politiker
- Göran Johansson (Ruderer) (1957–2021), schwedischer Ruderer
- Göran Johansson (Eisschnellläufer, 1958) (* 1958), schwedischer Eisschnellläufer
- Gösta Johansson (1929–1997), schwedischer Eishockeyspieler
- Greta Johansson (1895–1978), schwedische Wasserspringerin und Schwimmerin
- Gunnar Johansson (Musiker) (1906–1991), schwedischer Musiker und Komponist
- Gunnar Johansson (Psychologe) (Erik Gunnar Herbert Johansson; 1911–1998), schwedischer Psychologe
- Gunnar Johansson (Kanute) (Gunnar Erik Johansson; 1919–1998), schwedischer Kanute
- Gunnar Johansson (Fußballspieler) (1924–2003), schwedischer Fußballspieler und -trainer
- Gunnar Johansson (Biochemiker) (* 1954), schwedischer Biochemiker
- Gustaf Johansson (1900–1971), schwedischer Eishockeyspieler
- Gustav Johansson (* 1999), schwedischer Radrennfahrer

### H
- Hanna Johansson (* 1985), schwedische Radrennfahrerin
- Helene Johansson (* 1965), schwedische Fußballspielerin
- Henna Johansson (* 1991), schwedische Ringerin
- Henry Johansson (1897–1979), schwedischer Eishockeyspieler
- Hjalmar Johansson (1874–1957), schwedischer Wasserspringer und Schwimmer
- Hugo Johansson (1887–1977), schwedischer Sportschütze

### I
- Ida Johansson (* 2004), schwedische Tennisspielerin
- Ingebrigt Johansson (1904–1987), norwegischer Mathematiker, Logiker und Hochschullehrer
- Ingemar Johansson (1932–2009), schwedischer Boxer
- Ingemar Johansson (Leichtathlet) (1924–2009), schwedischer Geher
- Ingrid Johansson (* 1965), schwedische Fußballspielerin
- Iris Johansson (* 1945), schwedische Schriftstellerin
- Irma Johansson (* 1932), schwedische Skilangläuferin
- Ivar Johansson (Regisseur) (1889–1963), schwedischer Filmregisseur und Drehbuchautor
- Ivar Johansson (Ringer) (1903–1979), schwedischer Ringer
- Ivar Johansson (Tierzüchter) (1891–1988), schwedischer Tierzuchtwissenschaftler
- Ivar Lo-Johansson (1901–1990), schwedischer Autor

### J
- Jakob Johansson (Eishockeyspieler) (* 1979), schwedischer Eishockeyspieler
- Jakob Johansson (Fußballspieler, 1990) (* 1990), schwedischer Fußballspieler
- Jakob Johansson (Fußballspieler, 1998) (* 1998), dänischer Fußballspieler
- Jan Johansson (Musiker) (1931–1968), schwedischer Jazzmusiker und Komponist
- Jan Johansson (Bobfahrer) (* 1943), schwedischer Bobfahrer
- Jan Johansson (Schachspieler) (* 1960), schwedischer Schachspieler
- Jan Töve Johansson (* 1958), schwedischer Landschaftsfotograf
- Jan-Olof Johansson (* 1948), schwedischer lutherischer Bischof
- Jennie Johansson (* 1988), schwedische Schwimmerin
- Jenny Johansson (* 1977), schwedische Orientierungsläuferin
- Jens Johansson (* 1963), schwedischer Keyboarder
- Jesper Johansson (Fußballspieler, 1979) (* 1979), schwedischer Fußballspieler
- Jesper Johansson (Unihockeyspieler) (* 1985), schwedischer Unihockeyspieler
- Jesper Johansson (Eishockeyspieler) (* 1993), schwedischer Eishockeyspieler
- Jesper Johansson (Fußballspieler, 1994) (* 1994), schwedischer Fußballtorhüter
- Jesper Johansson (Handballspieler) (* 1999), schwedischer Handballspieler
- Jesper Johansson (Sportschütze) (* 2005), schwedischer Sportschütze
- Jimmy Johansson (* 1984), schwedischer Automobilrennfahrer
- Joachim Johansson (* 1982), schwedischer Tennisspieler
- Johan Erik Johansson (1862–1938), schwedischer Mediziner
- Johan Petter Johansson (1853–1943), schwedischer Erfinder und Industrieller
- Jonas Johansson (Eishockeyspieler, 1982) (* 1982), schwedischer Eishockeyspieler
- Jonas Johansson (Eishockeyspieler, 1984) (* 1984), schwedischer Eishockeyspieler
- Jonas Johansson (Eishockeyspieler, 1995) (* 1995), schwedischer Eishockeytorwart
- Jonatan Johansson (Fußballspieler) (* 1975), finnischer Fußballspieler
- Jonatan Johansson (Snowboarder) (1980–2006), schwedischer Snowboarder
- Josefin Johansson (* 1982), schwedische Schauspielerin, Fernsehmoderatorin, Autorin, Sängerin und Komikerin

### K
- Kaj Uno Johansson (1937–1965), finnischer Radrennfahrer
- Kari Johansson (* 1947), finnischer Eishockeyspieler
- Karin Johansson (* 1984), schwedische Kanurennsportlerin
- Karl Johansson, schwedischer Orientierungsläufer
- Karl-Erik Johansson (Skispringer) (1948–2021), schwedischer Skispringer
- Karl-Erik Johansson (Ruderer) (1924–1987), schwedischer Ruderer
- Kent Johansson (Eishockeyspieler) (* 1956), schwedischer Eishockeyspieler und -trainer
- Kent Johansson (Politiker) (* 1951), schwedischer Politiker
- Kent Johansson (Bowlingspieler), schwedischer Bowlingspieler
- Kerstin Johansson i Backe (19199–2008), schwedische Schriftstellerin
- Kjell Johansson (Schriftsteller) (* 1941), schwedischer Schriftsteller
- Kjell Johansson (Tischtennisspieler) (1946–2011), schwedischer Tischtennisspieler
- Kjell Johansson (Tennisspieler) (* 1951), schwedischer Tennisspieler
- Kristian Johansson (1907–1984), norwegischer Skispringer
- Kurt Johansson (* 1960), schwedischer Mathematiker

### L
- Lars Johansson (Dichter) (1638–1674), schwedischer Dichter, Pseudonym: Lucidor
- Lars Johansson (* 1987), schwedischer Eishockeytorwart
- Leif Johansson (* 1951), schwedischer Manager
- Lena Johansson (* 1953), schwedische Leichtathletin
- Lennart Johansson (1929–2019), schwedischer Fußballfunktionär
- Lennart Johansson (Eishockeyspieler) (1941–2010), schwedischer Eishockeyspieler
- Leo Johansson (* 1999), schwedischer Skilangläufer
- Linda Johansson (* 1987), norwegische Skispringerin
- Linnéa Johansson (Golferin) (* 1993), schwedische Golferin
- Linnéa Johansson (Eishockeyspielerin) (* 2002), schwedische Eishockeyspielerin
- Lisa Johansson-Pape (1907–1989), finnische Designerin
- Liselotte Johansson (* 1970), schwedische Freestyle-Skierin
- Lovisa Johansson (* 1992), schwedische Fußballschiedsrichterin
- Ludvig Johansson alias Johan Ludvig Johansson, Ludwig Johansson (1865–1929), schwedischer Zoologe und Spezialist für Egel

### M
- Magnus Johansson (Fußballspieler, 1964) (* 1964), schwedischer Fußballspieler
- Magnus Johansson (Fußballspieler, 1971) (* 1971), schwedischer Fußballspieler
- Magnus Johansson (Fußballspieler, 1964) (* 1964), schwedischer Fußballspieler* und trainer
- Magnus Johansson (Eishockeyspieler) (* 1973), schwedischer Eishockeyspieler
- Marcus Johansson (Eishockeyspieler, 1979) (* 1979), schwedischer Eishockeyspieler
- Marcus Johansson (Radsportler) (* 1988), schwedischer Radrennfahrer
- Marcus Johansson (Eishockeyspieler, 1990) (* 1990), schwedischer Eishockeyspieler
- Marcus Johansson (Skilangläufer) (* 1990), schwedischer Skilangläufer
- Marcus Johansson (Fußballspieler) (* 1994), schwedischer Fußballspieler
- Maria Johansson (* 1956), schwedische Schauspielerin und Professorin
- Marie Johansson (* 1963), schwedische Skilangläuferin
- Marko Johansson (* 1998), schwedischer Fußballtorhüter
- Martin Johansson (Bischof) (1837–1908), schwedischer Geistlicher, Bischof von Härnösand
- Martin Johansson (Schachspieler) (1917–1999), schwedischer Schachspieler
- Martin Johansson (Eishockeyspieler, 1949) (* 1949), schwedischer Eishockeyspieler
- Martin Johansson (Eisschnellläufer) (* 1973), schwedischer Eisschnellläufer
- Martin Johansson (Eishockeyspieler, 1975) (* 1975), schwedischer Eishockeyspieler
- Martin Johansson (Eishockeyspieler, 1977) (* 1977), schwedischer Eishockeyspieler
- Martin Johansson (Orientierungsläufer) (* 1984), schwedischer Orientierungsläufer und Skiläufer
- Martin Johansson (Eishockeyspieler, 1987) (* 1987), schwedischer Eishockeyspieler
- Martin Johansson (Orientierungsläufer, der Ältere), schwedischer Orientierungsläufer
- Mathias Johansson (* 1974), schwedischer Eishockeyspieler
- Mathilde Johansson (* 1985), schwedische Tennisspielerin
- Mats Johansson (Freestyle-Skier) (* 1971), schwedischer Freestyle-Skier
- Mats Johansson (Segler) (* 1956), schwedischer Segler
- Mattias Johansson (* 1992), schwedischer Fußballspieler
- Mauritz Johansson (1881–1966), schwedischer Sportschütze.
- Michael Johansson, schwedischer Handballschiedsrichter
- Mikael Johansson (Eishockeyspieler, 1966) (* 1966), schwedischer Eishockeyspieler und -trainer
- Mikael Johansson (Eishockeyspieler, 1976) (* 1976), schwedischer Eishockeytorwart
- Mikael Johansson (Eishockeyspieler, 1981) (* 1981), schwedischer Eishockeyspieler
- Mikael Johansson (Eishockeyspieler, 1985) (* 1985), schwedischer Eishockeyspieler
- Mikael Johansson (Eishockeyspieler, 1995) (* 1995), schwedischer Eishockeyspieler
- Mikaela Johansson (* 1991), schwedische Handballspielerin und -trainerin
- Morgan Johansson (Fußballspieler) (* 1954), schwedischer Fußballspieler
- Morgan Johansson (Politiker) (* 1970), schwedischer Politiker
- Morgan Johansson (Tennisspieler) (* 1994), schwedischer Tennisspieler

### N
- Nicolai Johansson (* 1989), deutscher Eishockeytorwart
- Nils Johansson (Botaniker) (1893–1939), schwedischer Paläobotaniker
- Nils Johansson (Eishockeyspieler, 1904) (1904–1936), schwedischer Eishockeytorwart
- Nils Johansson (Radsportler) (1920–1999), schwedischer Radsportler
- Nils Johansson (Eishockeyspieler, 1938) (* 1938), schwedischer Eishockeyspieler
- Nils-Eric Johansson (* 1980), schwedischer Fußballspieler
- Nils Patrik Johansson (* 1967), schwedischer Sänger und Musikproduzent

### O
- Olle Johansson (1927–1994), schwedischer Schwimmer und Wasserballspieler
- Olof Johansson (* 1937), schwedischer Politiker
- Oswald Johansson (1932–1975), schwedischer Radrennfahrer
- Ove Johansson (Musiker) (1936–2015), schwedischer Musiker
- Ove Johansson (Footballspieler) (1948–2023), schwedischer American-Football-Spieler

### P
- Paul Johansson (* 1964), US-amerikanischer Schauspieler und Regisseur
- Pekka Johansson (1895–1983), finnischer Speerwerfer
- Per Johansson (Eishockeyspieler) (* 1949), schwedischer Eishockeyspieler
- Per Johansson (Schwimmer) (* 1963), schwedischer Schwimmer
- Per-Ulrik Johansson (* 1966), schwedischer Golfspieler
- Per Texas Johansson (* 1969), schwedischer Jazzmusiker
- Per Rusktrask Johansson (* 1969), schwedischer Jazz-Saxophonist
- Per Johansson (Handballtrainer) (* 1970), schwedischer Handballtrainer
- Per Johansson, Pseudonym des Autorendous Thomas Steinfeld und Martin Winkler (Autor)

### R
- Richard Johansson (1882–1952), schwedischer Eiskunstläufer
- Robert Johansson (Politiker) (1911–2001), schwedischer Politiker (Centerpartiet)
- Robert Johansson (Fußballspieler) (* 1980), schwedischer Fußballspieler
- Robert Johansson, Geburtsname von Robert Odén (* 1984), schwedischer Handballspieler
- Robert Johansson (Skispringer) (* 1990), norwegischer Skispringer
- Roger Johansson (* 1967), schwedischer Eishockeyspieler
- Rune Johansson (1920–1998), schwedischer Eishockeyspieler
- Ryan Johansson (* 2001), irischer Fußballspieler

### S
- Sara Johansson (Fußballspielerin) (* 1980), schwedische Fußballspielerin
- Sara Johansson (Handballspielerin) (* 1992), schwedische Handballspielerin
- Scarlett Johansson (* 1984), US-amerikanische Schauspielerin und Sängerin
- Signe Johansson-Engdahl (1905–2010), schwedische Schwimmerin
- Sixten Johansson (1910–1991), schwedischer Skispringer
- Sofia Johansson (* 1969), schwedische Fußballspielerin
- Sonny Johansson (* 1948), schwedischer Fußballspieler
- Søren Wulff Johansson (1971–2020), dänischer Zehnkämpfer
- Stefan Johansson (* 1956), schwedischer Rennfahrer
- Sven Johansson (Mediziner) (1880–1976), schwedischer Mediziner
- Sven Johansson (Kanute) (1912–1953), schwedischer Kanute
- Sven Johansson (Radsportler) (1914–1982), schwedischer Radsportler
- Sven Johansson (Sportschütze) (* 1945), schwedischer Sportschütze
- Sven-Åke Johansson (1943–2025), schwedischer Komponist und Künstler
- Sven-Göran Johansson (* 1943), schwedischer Schwimmer
- Sven Olof Gunnar Johansson, bekannt als Sven Tumba (1931–2011), schwedischer Eishockey-, Fußball- und Golfspieler
- Sven Tomas Johansson (* 1969), schwedischer Badmintonspieler
- Sverker Johansson (* 1961), schwedischer Physiker, Linguist, Autor sowie Wikipedianer (Lsjbot)

### T
- Thomas Johansson (Fußballspieler) (* 1961), schwedischer Fußballspieler
- Thomas Johansson (Eishockeyspieler) (* 1970), schwedischer Eishockeyspieler
- Thomas Johansson (Schachspieler) (* 1970), schwedisch-walisischer Fernschachspieler
- Thomas Johansson (Tennisspieler) (* 1975), schwedischer Tennisspieler
- Thomas Johansson (Musikproduzent) (* 1981), schwedischer Musikproduzent
- Thure Johansson (Leichtathlet) (1886–1970), schwedischer Langstreckenläufer
- Thure Johansson (Ringer) (1912–1986), schwedischer Ringer
- Thorsten Johansson (1950–2021), schwedischer Sprinter
- Tilda Johansson (* 1999), schwedische Biathletin
- Tilde Johansson (* 2001), schwedische Leichtathletin
- Tomas Johansson (Ringer) (* 1962), schwedischer Ringer
- Tomas Johansson (Sportschütze) (* 1974), schwedischer Sportschütze
- Tomas Johansson (Snowboarder) (* 1979), schwedischer Snowboarder
- Tommy Johansson (* 1987), schwedischer Multiinstrumentalist, Sänger und Musikproduzent
- Tore Johansson (Ruderer) (1920–2002), schwedischer Ruderer
- Tore Johansson (Musikproduzent) (* 1959), schwedischer Musikproduzent
- Torsten Johansson (Fußballspieler) (1906–1989), schwedischer Fußballspieler
- Torsten Johansson (Tennisspieler) (1920–2014), schwedischer Tennisspieler

### U
- Ulf Johansson (Schauspieler) (auch Ulf Johanson; 1922–1990), schwedischer Schauspieler
- Ulf Johansson, später Ulf Kinnesson (* 1959), schwedischer Badmintonspieler
- Ulf Johansson (Biathlet) (* 1967), schwedischer Biathlet
- Ulf Johansson Werre (* 1956), schwedischer Jazzmusiker
- Ulla-Britt Johansson († 2015), schwedische Leichtathletin

### V
- Vanessa Johansson (* 1980), US-amerikanische Schauspielerin
- Vidar Johansson (* 1996), schwedischer Leichtathlet
- Viktor Johansson (* 1998), schwedischer Fußballtorhüter
- Viljam Johansson (1887–1931), finnischer Mittel- und Langstreckenläufer

### W
- Warren Johansson (1934–1994), US-amerikanischer Philologe und Autor
- Wiktoria Johansson (* 1996), schwedische Singer-Songwriterin, siehe Wiktoria

### Y
- Ylva Johansson (* 1964), schwedische Politikerin